# 岩上力
岩上 力（いわがみ つとむ、1947年（昭和22年） - ）は、儀式作法研究家、俳優。芸名は大和学（やまと がく）。本名は岩上力（いわがみ つとむ）。先祖の力松（りきまつ）から名前をとり、父が力（つとむ）と名付ける。京都府宇治市出身。劇団「ちから座」代表。（有）岩上良三郎商店専務取締役。赤毛物を志すが、島田正吾に憧れ、劇団「新国劇」に入団。辰巳柳太郎の内弟子。1973年10月10日、結婚。新国劇に在団中から礼法の研究にいそしみ、1983年（昭和58年）に儀式作法研究会を設立。以来、各方面にて儀式作法教室の講師を務めるとともに、作法コメンテーターとしてテレビ・ラジオに出演する。また、NHK京都文化センター及び京都新聞文化センターの専任講師も務める。

## 出演作品

### テレビドラマ
- 大河ドラマ /  春の坂道（1971年、NHK）
- 仮面ライダー 第28話「地底怪人モグラング」（1971年、MBS） - 愛川豊
- 変身忍者 嵐 第6話「怪奇！死人ふくろう!! 」（1972年、MBS） - 山彦小次郎

### その他のテレビ番組
- 京都最新情報（関西テレビ☆京都チャンネル）
- 京都!ちゃちゃちゃっ（関西テレビ☆京都チャンネル）
- 京のあたりまえ（関西テレビ☆京都チャンネル）
- 岩上力の粋な京都人（関西テレビ☆京都チャンネル）

## 出演ラジオ
- 京都ごごいち・ふれあいかの子　（京都ラジオ）

## 著書
- 京都儀式作法書〜その心としきたり〜改訂版　（光村推古書院）
- 京都儀式作法書〜その心としきたり〜　（光村推古書院）
- 京のあたりまえ　（光村推古書院）
- 縁起物〜京の宝づくし〜　（光村推古書院）
- 京のあたりまえ　（光琳社出版）
- 京都儀式作法入門　（光琳社出版）
- 京都・宇治・城陽地方の儀式作法入門〜冠婚葬祭のその心としきたり〜　（光琳出版）
- 岩上力 わが人生廻り舞台: 春雨じゃ、濡れていこう（ミネルヴァ書房 2014/3/18 ISBN 462307028X ISBN 978-4623070282）